# Rajpura
Rajpura fou un estat tribnutari protegit a l'agència de Kathiawar, prant de Halar, presidència de Bombai. El formaven set pobles amb un únic propietari tributari. Estava a uns 25 km al sud-est de Rajkot. La superfície era de 3 km² i la població el 1881 de 2.094 habitants. Tenia uns ingressos de 1.200 lliures i pagava un tribut de 292 lliures al govern britànic i de 24 al nabab (nawab) de Junagarh.